# Karl Hoffer
Karl Hoffer (29. března 1824 Vídeň – 10. dubna 1885 Vídeň) byl rakouský právník a politik německé národnosti, v 2. polovině 19. století poslanec Říšské rady.

## Biografie
Působil jako advokát ve Vídni.
Vystudoval práva na Vídeňské univerzitě. Během revolučního roku 1848 působil jako viceprezident studentského výboru pří říjnovém vídeňském povstání. Pro své politické aktivity byl pak zatčen a odsouzen válečným soudem na dva roky žaláře. Trest byl následně snížen na deset měsíců. Po sedmi měsících byl amnestován (teprve v roce 1859 rehabilitován). V roce 1850 získal titul doktora práv. Působil potom jako koncipient a od roku 1862 jako dvorní a soudní advokát ve Vídni. Působil coby člen výboru advokátní komory. Byl veřejně a politicky činný. V letech 1866–1883 byl členem vídeňské obecní rady. Dlouhodobě působil ve spolku novinářů a spisovatelů Concordia.
Dlouhodobě zasedal jako poslanec Dolnorakouského zemského sněmu, kam nastoupil roku 1865 a členem sněmu zůstal až do roku 1877. Zastupoval kurii měst, obvod Vídeň IX (Alsergrund). Od roku 1871 zasedal v zemské školní radě.
Byl také poslancem Říšské rady (celostátního parlamentu Předlitavska), kam nastoupil v prvních přímých volbách roku 1873 za kurii městskou v Dolních Rakousích, obvod Vídeň, IX. okres. Mandát zde obhájil ve volbách roku 1879, nyní za obvod Vídeň I. okres. V roce 1873 se uvádí jako Dr. Carl Hoffer, advokát, bytem Vídeň. V Říšské radě se zaměřoval na školská témata, zapojil se do polemik s konzervativními poslanci okolo zákona o národních školách.
V roce 1873 do parlamentu nastupoval za blok německých ústavověrných liberálů (tzv. Ústavní strana, centralisticky a provídeňsky orientovaná), v jehož rámci představoval mladoněmecké křídlo. V roce 1878 zasedal v mladoněmeckém poslaneckém Klubu pokroku. Jako ústavověrný poslanec se uvádí i po volbách roku 1879.
Měl manželku a čtyři děti. V květnu 1884 ukončil činnost své advokátní kanceláře. Až do poslední doby ale zůstal aktivní v parlamentu. Zemřel v dubnu 1885 v důsledku nachlazení a zápalu plic.